# Олонец (полупрам)
«Олонец» — полупрам Балтийского флота Российской империи.

## Описание судна
Деревянный парусно-гребной полупрам специальной постройки, один из трёх судов одноимённого типа, строившихся в 1790 и 1791 годах с Санкт-Петербурге и Лодейном поле. Длина судна составляла 33,6 метра, ширина — 10,1 метра, а осадка — 2,4 метра. Вооружение судна по сведениям из различных источников могли составлять от 24 до 26 орудий.

## История службы
Полупрам «Олонец» был заложен на стапеле Лодейнопольской верфи 3 (14) апреля 1791 года и после спуска на воду 29 июля (9 августа) 1791 года вошёл в состав Балтийского флота России. Сведений о кораблестроителях, строивших судно, не сохранилось.
Сведений об участии прама в плаваниях не сохранилось.
По окончании службы в составе Балтийского флота в 1803 году полупрам «Олонец» был разобран.

### Комментарии
1. ↑  Всего в рамках серии было построено 3 полупрама: «Олонец» , «Лев» и «Тигр»[1].
2. ↑  110 футов[2].
3. ↑  33 фута[2].
4. ↑  8 футов[2].